# Protocolo de acceso a mensajes de Internet
El protocolo de acceso a mensajes de Internet (en inglés Internet Message Access Protocol o IMAP), es un protocolo de aplicación que permite el acceso a mensajes almacenados en un servidor de Internet. Mediante IMAP se puede tener acceso al correo electrónico desde cualquier equipo que tenga una conexión a Internet. IMAP tiene varias ventajas sobre POP (otro protocolo empleado para obtener correos desde un servidor). Por ejemplo, es posible especificar en IMAP carpetas del lado del servidor. Por otro lado, es más complejo que POP ya que permite visualizar los mensajes de manera remota y no descargando los mensajes como lo hace POP.
IMAP y POP3 (Post Office Protocol versión 3) son los dos protocolos que prevalecen en la obtención de correo electrónico. Todos los servidores y clientes de correo electrónico están virtualmente soportados por ambos, aunque en algunos casos hay algunas interfaces específicas del fabricante típicamente propietarias. Por ejemplo, los protocolos propietarios utilizados entre el cliente Microsoft Outlook y su servidor Microsoft Exchange Server o el cliente Lotus Notes de IBM y el servidor Domino. Sin embargo, estos productos también soportan interoperabilidad con IMAP y POP3 con otros clientes y servidores. La versión actual de IMAP, IMAP versión 4 revisión 1 (IMAP4rev1), está definida por el RFC 3501.
IMAP fue diseñado como una moderna alternativa a POP por Mark Crispin en el año 1986. Fundamentalmente, los dos protocolos les permiten a los clientes de correo acceder a los mensajes almacenados en un servidor de correo.
Ya sea empleando POP3 o IMAP4 para obtener los mensajes, los clientes utilizan SMTP para enviar mensajes. Los clientes de correo electrónico son comúnmente denominados clientes POP o IMAP, pero en ambos casos se utiliza SMTP.

## Ventajas y desventajas sobre POP3 y IMAP4
En la siguiente tabla se recogen las principales ventajas de IMAP con respecto a POP3:
| Protocolo | Ventajas | Desventajas |
| --------- | --- | --- |
| IMAP4     | - Trabaja en modo de conexión permanente, por lo que avisa inmediatamente de la llegada de nuevo correo - Transmite sólo las cabeceras, por lo que el usuario puede decidir su borrado inmediato - La bajada del mensaje se produce solo cuando el usuario quiere leerlo - El almacenamiento local del mensaje es opcional (una opción del cliente de correo) - Gestiona carpetas, plantillas, y borradores en el servidor - El almacenamiento de mensajes y carpetas en el servidor permite su uso desde múltiples dispositivos y de forma simultánea - Permite la búsqueda de mensajes por medio de palabras claves - Los mensajes se pueden etiquetar. El marcado queda en el servidor - Se pueden crear carpetas compartidas con otros usuarios (depende del servidor) | - No todos los clientes de correo admiten la extensión IMAP IDLE (aviso de nuevos correos) - Necesita una transacción por cada correo que se quiera leer - Hay un retraso en la aparición del mensaje en la pantalla del usuario, mientras se descarga - Si se pierde la conexión, no se podrá ver el mensaje salvo si el cliente de correo lo haya almacenado en local - Las carpetas, plantillas, y borradores no podrán ser leídos usando POP (excepto la bandeja de entrada) - Todos los mensajes ocupan espacio en disco del servidor. |
| POP3      | - Los correos aparecen inmediatamente porque quedan residentes en el dispositivo (una vez descargados) - Permite ahorrar espacio en el disco del servidor Si se configura para eliminar los mensajes descargados al cliente. | - Sólo se conecta periódicamente cada X minutos para buscar por nuevo correo - La conexión periódica provoca un aumento del tráfico y un retraso en la respuesta del cliente (esperar la descarga completa) - En cada conexión, se descargan todos los correos nuevos, vayan a ser después leídos o no - Los correos ocupan espacio local del dispositivo - Predeterminadamente elimina los mensajes del servidor, haciendo imposible el acceso a ellos desde otro dispositivo.                                                             |

### Modos de operación conectado y desconectado
Al utilizar POP, los clientes se conectan brevemente al servidor de correo, solamente el tiempo que les tome descargar los nuevos mensajes. Al utilizar IMAP4, los clientes permanecen conectados el tiempo que su interfaz permanezca activa y descargan los mensajes bajo demanda. Esta manera de trabajar de IMAP puede dar tiempos de respuesta más rápidos para usuarios que tienen una gran cantidad de mensajes o mensajes grandes.

### Conexión de múltiples clientes de forma simultánea a un mismo buzón
El protocolo POP requiere que el cliente conectado sea el único conectado al buzón. En contraste, el protocolo IMAP4 permite accesos simultáneos a múltiples clientes y proporciona ciertos mecanismos a los clientes para que se detecten los cambios hechos a un buzón por parte de otro cliente conectado. Vea, por ejemplo, el RFC3501, sección 5.2 que, específicamente, dice "accesos simultáneos al mismo buzón por múltiples agentes".

### Acceso a partesMIMEde los mensajes y obtención parcial
Casi todo el correo electrónico de Internet se transmite en formato MIME, permitiendo a los mensajes tener una estructura en árbol, donde las hojas son de una variedad de tipos de contenidos en una única parte, y los nodos que no son hojas son de una variedad de tipos multiparte. El protocolo IMAP4 permite a los clientes obtener separadamente cualquier parte MIME individual y también obtener porciones de las partes individuales o los mensajes completos. Estos mecanismos permiten a los clientes obtener la porción de texto de un mensaje sin tener que descargar los archivos adjuntos o en flujos.

### Información del estado del mensaje
A través de la utilización de señales definidas en el protocolo IMAP4, los clientes pueden seguir el estado del mensaje: por ejemplo, si el mensaje ha sido leído o no, respondido o eliminado. Estas señales se almacenan en el servidor, de manera que varios clientes conectados al mismo buzón, en diferentes momentos, pueden detectar los cambios hechos por otros clientes. POP no ofrece ningún mecanismo para los clientes para que almacenen esta información de estado en el servidor, así que si un usuario accede a un buzón con dos clientes POP diferentes (en tiempos diferentes), la información de estado -como si el mensaje ha sido accedido- no puede sincronizarse entre los clientes. El protocolo IMAP4 soporta tanto el sistema predefinido de señales del sistema, como el de palabras claves definidas. Las señales del sistema indican la información de estado, tales como si el mensaje ha sido leído. Las palabras clave, que no se soporta en todos los servidores IMAP, permite que a los mensajes se les den una o más etiquetas cuyo significado depende del cliente. Las palabras clave IMAP no deben confundirse con etiquetas propietarias de los servicios de correo basados en web, que alguna web se traducen en carpetas IMAP por los correspondientes servidores propietarios.

### Múltiples buzones en el servidor
Los clientes de IMAP4 pueden crear, renombrar y/o eliminar buzones (por lo general presentado como carpetas al usuario) en el servidor, y copiar mensajes entre buzones. El soporte para múltiples buzones también le permite a los servidores proporcionar acceso a carpetas públicas y compartidas. La IMAP4 Access Control List (ACL) Extension (RFC 4314) se puede usar para regular los derechos de acceso.

### Búsquedas de parte del servidor
IMAP4 proporciona un mecanismo para que los clientes pidan al servidor que busque mensajes de acuerdo a una cierta variedad de criterios. Este mecanismo evita que los clientes descarguen todos los mensajes de su buzón de correo, agilizando de esta manera las búsquedas.

### Mecanismo de extensión
Como reflejo de la experiencia en los protocolos anteriores de Internet, IMAP define un mecanismo explícito mediante el cual se puede extender. Se han propuesto muchas extensiones de IMAP4 y son de uso común. IMAP2bis no tiene ese mecanismo, y POP tiene definido uno en RFC 2449.
Un ejemplo de extensión es el IMAP IDLE, que sirve para que el servidor avise al cliente cuando ha llegado un nuevo mensaje de correo y éstos se sincronicen. Sin esta extensión, para realizar la misma tarea, el cliente debería contactar periódicamente al servidor para ver si hay mensajes nuevos.

## Versiones de IMAP
IMAP da acceso al correo electrónico de manera que los clientes pueden guardarse copias locales de los mensajes (consideradas como una caché temporal). Además, presenta múltiples versiones, entre las cuales se encuentran: IMAP2, IMAP3, IMAP2bis e IMAP4.

### IMAP2
La versión IMAP2 fue la primera versión de IMAP distribuida públicamente y fue definida en el RFC 1064 en 1988. Más tarde, fue actualizado por el RFC 1176, la misma buscó hacerle frente a la administración de correo electrónico centralizado que carecía de POP2.  En ella se introdujeron comandos y respuestas de etiquetado.

### IMAP3
IMAP3 es una versión rara del IMAP, fue específicamente una contrapuesta del RFC 1176, la cual fue definida por el RFC 1203 en los años 1991 pero no fue aceptada por el mercado.

### IMAP2 bis
El protocolo de oficina de correo deja gran parte de la gestión a un usuario que permanece sujeto a una sola máquina o computadora, si el equipo llega a fallar, se pierden todos sus datos y no se pueden recuperar los correo electrónicos, debido a esto y con la llegada del MIME se toma la decisión de ampliar IMAP2 para apoyar el MIME y agregar funciones para las administración de buzones. Entonces IMAP2 bis considerado una revisión experimental añade estas funcionalidades de crear, eliminar y guardar como borradores los mensajes en los respectivos buzones. 

### IMAP4
El IMAP realizar un cambio en el nombre de IMAP2 bis para evitar confusiones con la propuesta dada en los años 1991 (IMAP3), la cual fue hecha por un grupo de la competencia que no obtuvo logros con dicha propuesta, el nuevo nombre dado de IMAP2 bis sería entonces IMAP4. IMAP4 permite a los clientes de correo electrónico manipular los mensajes de correo electrónico almacenados en el servidor, como también la manipulación de las carpetas locales. Sin embargo fue revisada puesto que encontraron o descubrieron fallas en la seguridad. Para el año del 2003 surge IMAP4rev1 que incluyó las funciones de escuchar los mensajes antes de descargar el cuerpo entero del correo electrónico.